# Kalimiru
Kalimiru is een bestuurslaag in het regentschap Purworejo van de provincie Midden-Java, Indonesië. Kalimiru telt 857 inwoners (volkstelling 2010).